# Найхинское сельское поселение
Найхи́нское се́льское поселе́ние — муниципальное образование в Нанайском районе Хабаровского края Российской Федерации. Образовано в 2004 году. 
Административный центр — село Найхин.

## Население
| 2010  | 2011  | 2012  | 2013  | 2014  | 2015  | 2016  |
| ----- | ----- | ----- | ----- | ----- | ----- | ----- |
| 1746  | ↘1744 | ↘1718 | ↗1747 | ↘1744 | ↘1690 | ↘1644 |
| 2017  | 2018  | 2019  | 2020  | 2021  |       |       |
| ↘1640 | ↗1642 | ↘1610 | ↘1585 | ↗1592 |       |       |

## Населённые пункты
В состав поселения входят 2 населённых пункта:
| № | Населённый пункт | Тип  | Население |
| - | ---------------- | ---- | --------- |
| 1 | Даерга           | село | ↘688      |
| 2 | Найхин           | село | ↘904      |

## Инфраструктура
В Найхинском сельском поселении располагаются:
- образовательные учреждения : школа, школа-интернат, детский сад, школа-детский сад (с. Даерга), Центр детского творчества;
- учреждения здравоохранения: врачебная амбулатория;
- учреждения культуры: дом культуры, библиотека;
- учреждения  жилищно-коммунального и бытового обслуживания;
- отделение почты, отдел полиции, администрация.